# Else Marie Remmen
Else Marie Muderspack Remmen (født 1948 i Aalborg) er en dansk forretningskvinde, der er bestyrelsesformand for Remmen Fonden, hvis primære aktivitet er ejerskabet af Hotel d’Angleterre.